# Volumnio Bandinelli
Pour les articles homonymes, voir Bandinelli.

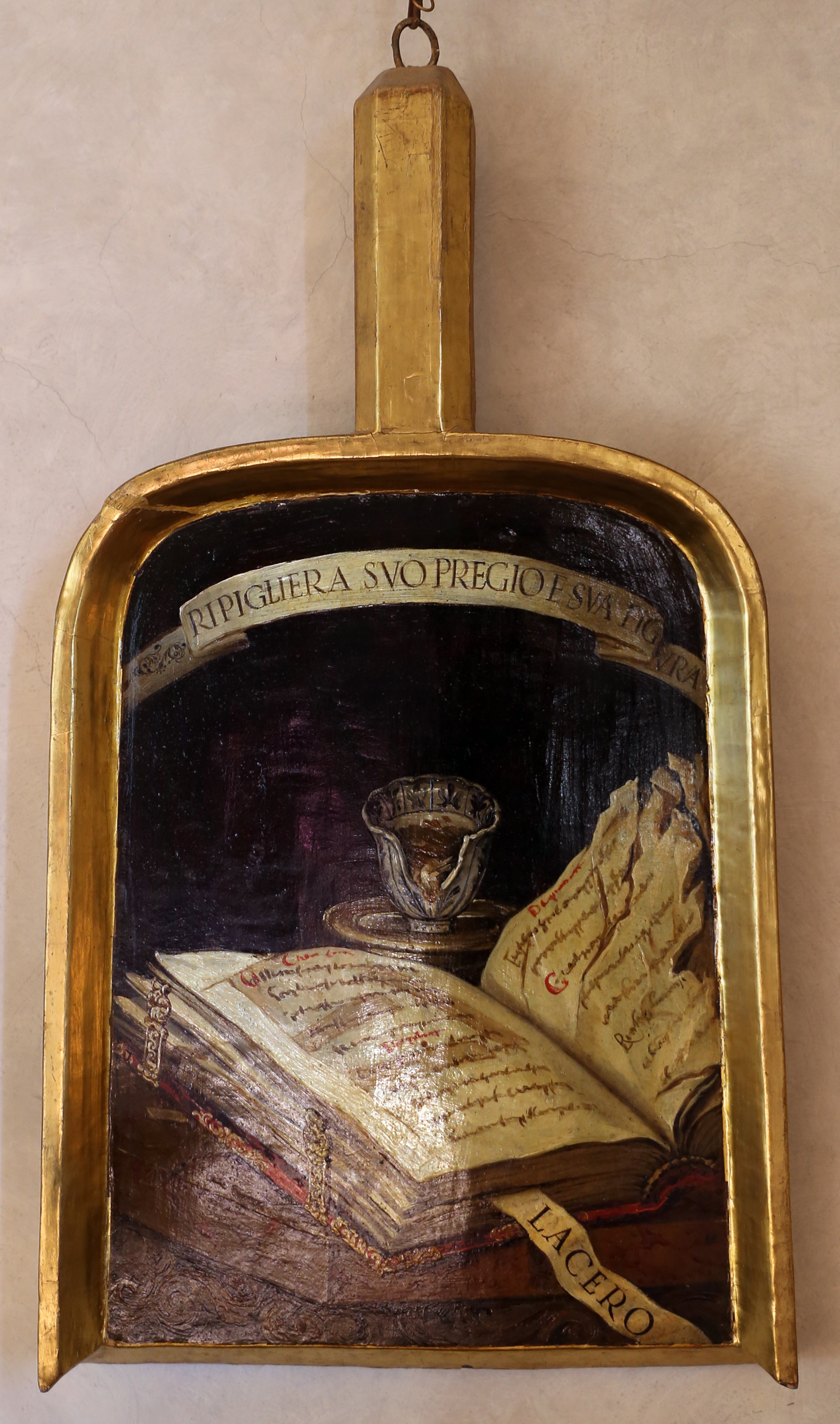
La pala di Volumnio Bandinelli (Lacero) all'Accademia della Crusca

Volumnio Bandinelli (né le 1598 à Sienne, dans le Grand-duché de Toscane, Italie, et mort le 5 juin 1667 à Rome) est un cardinal italien du XVIIe siècle.

## Biographie
Volumnio Bandinelli est marié et a des enfants. Il vit à la cour du grand-duc de Toscane. Après la mort de sa femme, Bandinelli est appelé à Rome par son ami le nouveau pape Alexandre VII et il devient chanoine de la basilique du Latran et auditeur à la chambre apostolique. En 1658 il est nommé patriarche latin de Constantinople, préfet du palais apostolique et des Cibuli et gouverneur de Castelgandolfo. Il est consacré le 10 juin de la même année par Scipione Pannocchieschi d'Elci avec comme co-consécrateurs Neri Corsini et Carlo de' Vecchi (en).
Le pape Alexandre VII le crée cardinal in pectore lors du consistoire du 29 avril 1658. Sa création est publiée le 5 avril 1660.